# Kelvin Lindemann
Kelvin Lindemann, egl. Edward Kelvin Thybo-Lindemann (født 6. august 1911 i Sibirien, død 8. september 2004) var en dansk forfatter og journalist.

## Liv
Kelvin Lindemann kom til Danmark i 1916 og blev student fra Frederiksberg Gymnasium 1928. Han debuterede med romanen En håndfuld babies (1931) og blev over de næste mange årtier en af Danmarks mest produktive skribenter, der foruden en god snes romaner, rejsebøger, essays og fortællinger var en uhyre flittig leverandør af kronikker og noveller til ugebladene og avisernes søndagsmagasiner. Han var kendt for også med års mellemrum at kunne genbruge sine tidligere offentliggjorte manuskripter i ny, tilpasset udgave.
I 1942 var han en af prisvinderne i Hasselbalchs Forlags jubilæumskonkurrence med den historiske slægtsroman Huset med det grønne træ, der i 1948 fik fortsættelsen Gyldne lænker. Begge bøger blev oversat til flere sprog. 
Under besættelsen deltog Lindemann i illegalt arbejde. Hans roman Den kan vel frihed bære fra 1943, der handler om bornholmernes opstand i 1658 mod den svenske besættelsesmagt, blev med rette opfattet som rettet mod tyskerne, og oplaget blev beslaglagt af besættelsesmagten den 30. august dette år. Lindemann måtte i februar 1944 flygte til Sverige efter at have været genstand for et drabsforsøg.
I 1953 udgav han under pseudonymet Alexis Hareng En aften i koleraåret, der efter tvetydige udtalelser fra forlæggeren blev tilskrevet Karen Blixen, indtil Lindemann vedstod sig ophavet til romanen.